# Frances Arnold
Frances Hamilton Arnold (Edgewood, Pensilvânia, 25 de julho de 1956) é uma engenheira química estadunidense, pioneira em métodos de evolução dirigida para criar sistemas biológicos úteis, incluindo enzimas, vias metabólicas, circuitos reguladores genéticos e organismos. Foi distinguida com o Prémio Nobel da Química de 2018 pela sua investigação em evolução de enzimas.
É professora da cátedra Dick e Barbara Dickinson de engenharia química, bioengenharia e bioquímica do Instituto de Tecnologia da Califórnia (Caltech), onde estuda evolução e suas aplicações em ciência, medicina, química e energia. Obteve o B.S. em engenharia mecânica e aeroespacial na Universidade de Princeton em 1979 e o Ph.D. em engenharia química na Universidade da Califórnia em Berkeley, onde fez o pós-doutorado em química biofísica antes de retornar para o Caltech em 1986.
Seu trabalho é reconhecido com diversos prêmios, incluindo o Prêmio Charles Stark Draper de 2011 e a Medalha Nacional de Tecnologia e Inovação. Foi eleita para a Academia de Artes e Ciências dos Estados Unidos em 2011. Arnold tem a rara honra de ser eleita para as três academias nacionais dos Estados Unidos - a Academia Nacional de Ciências dos Estados Unidos, a Academia Nacional de Engenharia dos Estados Unidos e o Institute of Medicine. Arnold é fellow da Associação Americana para o Avanço da Ciência, da Academia de Artes e Ciências dos Estados Unidos, da American Society for Microbiology e do American Institute for Medical and Biological Engineering.
É membro do Conselho Consultivo do Joint BioEnergy Institute, fundado pelo Departamento de Energia dos Estados Unidos (DOE), e do Packard Fellowships in Science and Engineering da Fundação David e Lucile Packard. Arnold também atua no Conselho Consultivo do Presidente da Universidade de Ciência e Tecnologia Rei Abdallah (KAUST).
As pesquisas de Arnold no Caltech são em química verde e energias alternativas, incluindo o desenvolvimento de enzimas altamente ativas (enzimas celulolíticas e biossintéticas) e microorganismos para converter biomassa renovável em combustíveis e produtos químicos. É co-detentora de diversas patentes e co-fundadora da Gevo, Inc. em 2005. Foi induzida no National Inventors Hall of Fame em 2014.

## Vida pessoal
Frances Arnold é filha do físico nuclear William Howard Arnold e cresceu em Pittsburgh. Quando estudante do ensino médio pegou carona para Washington, D.C., para protestar contra a Guerra do Vietnã. Viveu sozinha trabalhando como garçonete em um clube de jazz e trabalhando como motorista de taxi.
Atualmente Frances Arnold vive em La Cañada Flintridge, Califórnia, e tem três filhos. Foi diagnosticada com câncer de mama em 2005, sendo uma sobrevivente do câncer.

## Reconhecimento
É uma das 100 Mulheres da lista da BBC de 2018.